# ایمز (نبراسکا)

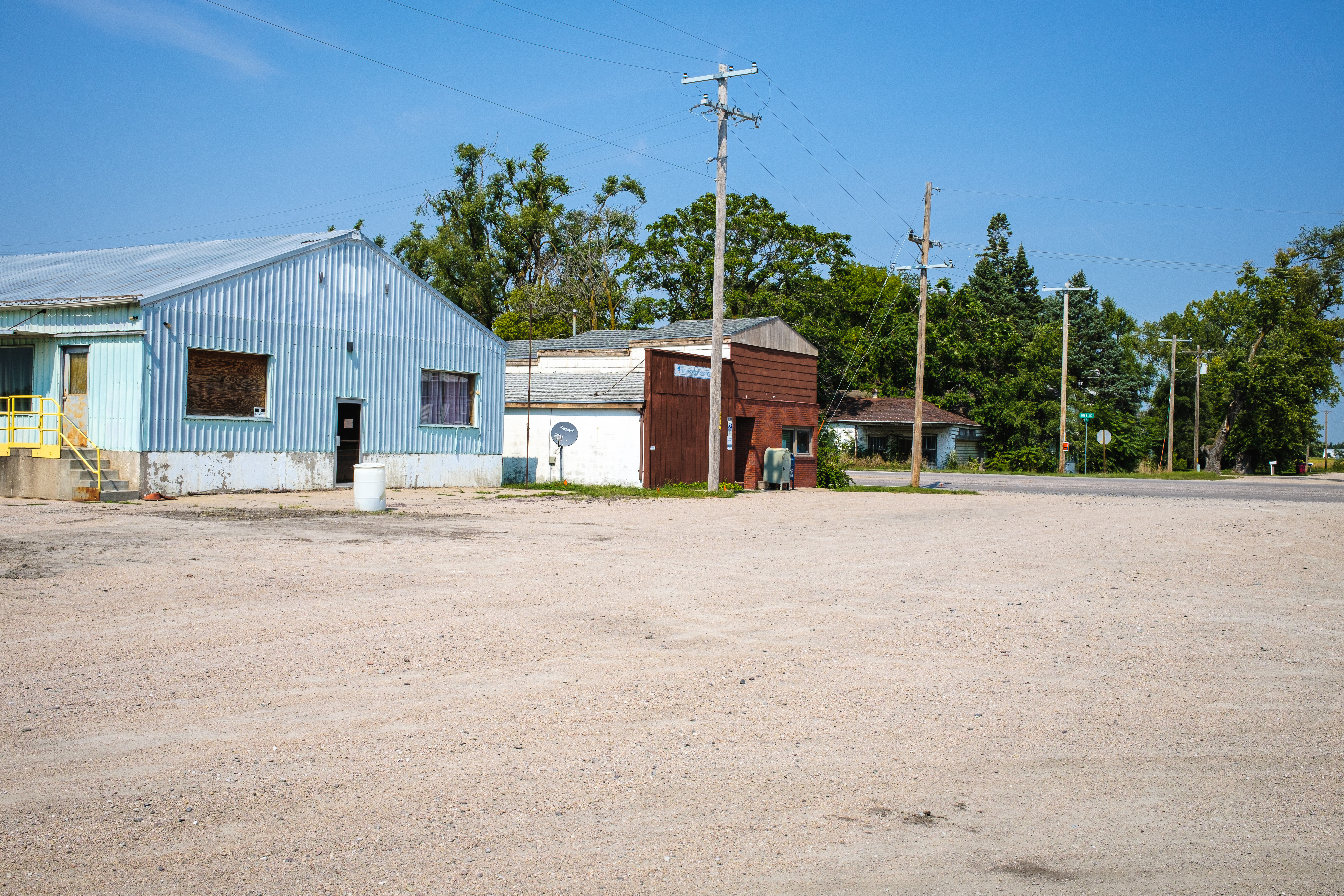
نمایی از شهر ایمز در ایالت نبراسکا، ایالات متحده آمریکا - ۲۰۲۱

ایمز(به انگلیسی: Ames) شهری در ایالت نبراسکا کشور ایالات متحده آمریکا است که جمعیت آن در سرشماری سال ۲۰۱۰ میلادی، ۲۴ نفر بوده‌است.